# Walter Kadow
Walter Kadow (1860–31 de mayo de 1923) fue un activista y maestro alemán, asesinado por los nazis Rudolf Hoss y Martin Bormann.

## Biografía
Walter Kadow era miembro del Partido Völkisch de la Libertad Alemán y sospechoso de haber delatado al alemán nacionalsocialista, Albert Leo Schlageter ante las autoridades francesas que ocuparon Ruhr. Albert Schlageter fue ejecutado por los franceses acusado como saboteador de la línea férrea entre Duisburgo y Dortmund; más tarde, fue reconocido como mártir por el régimen Nazi.
Rudolf Hoss y Martin Bormann fueron condenados por la muerte de Walter Kadow, a quien asesinaron el 31 de mayo de 1923, en un bosque cercano a Ludwigswst-Parchim, al que acusaron de traidor por haber delatado a su íntimo amigo, Albert Leo Schlageter, ante los franceses. 
Rudolf Hoss recibió una sentencia de diez años, mientras que su cómplice, Martin Bormann, quien había sido antiguo estudiante de Kadow, fue sentenciado a un año de prisión, por participar en el homicidio. 
Borman más tarde sería comandante de la Cancillería del Partido Nazi y secretario privado de Adolf Hitler, y Rudolf Hoss oficial de las SS y comandante del campo de exterminio de Auschwitz.